# Autoroutes russes
« Avtodor » redirige ici. Pour les autres significations, voir Avtodor (homonymie).
Ne doit pas être confondu avec Rosavtodor, qui gère les routes fédérales russes.
La société d'État « Autoroutes russes » (en russe : Государственная компания «Российские автомобильные дороги», Gosoudarstvennaïa komlaniïa «Rosskiïskie avtomobilnie dorogi»), abrégé en GK Avtodor (en russe : ГК Автодо́р) ou tout simplement Avtodor, est une entreprise publique russe chargée de l'exploitation du réseau autoroutier russe, en pleine expansion. 
L'entreprise fut créé en 2009, par la  loi fédérale n° 145-FZ du 17 juillet 2009, et son capital est détenu à 100 % par le ministère des Transports de la fédération de Russie. Elle possède plusieurs filiales, chargées de l'exploitation des péages, de la construction et de l'entretien des routes et des investissements. Son siège est au n°9 boulevard Strastnoï, dans le district administratif central à Moscou. 

## Historique
Le 17 juillet 2009, le président d'alors Dmitri Medvedev a signé la loi fédérale n°145-FZ du 17 juillet 2009 « sur la société d'État des autoroutes russes et sur les modifications de certains actes législatifs de la Fédération de Russie », créant ainsi la société, avec pour mission de gérer et d'étendre le réseau autoroutier russe.

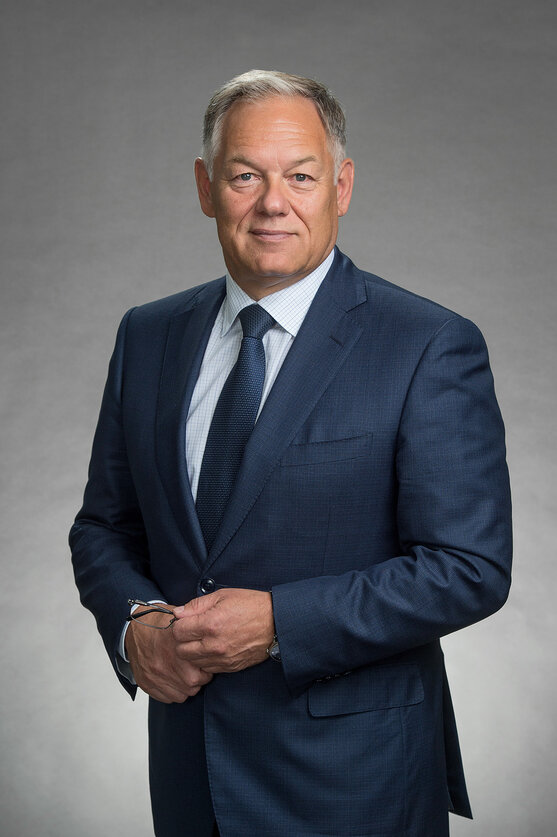
Viatcheslav Petouchenko.

Au début de février 2019, le chef de l'entreprise, Sergueï Kelbakh, fut limogé par le premier ministre d'alors Dmitri Medvedev, car la Chambre des comptes de Russie a accusé Avtodor d'avoir retardé la construction du périphérique central dans l'oblast de Moscou. 
Viatcheslav Petouchenko fut nommé nouveau président du conseil d'administration, et le 5 mars suivant, il déclara que les retards étaient dû à la qualité du projet, aux problèmes d'acquisition foncière et à al construction des ouvrages d'arts.

### Direction
- Sergueï Borissovitch Tarassov (ru) (15 octobre 2009 - 27novembre 2009, mort dans l'attentat du Nevsky Express) ;
- Sergueï Vassilievitch Kostine (2009-2011) ;
- Sergueï Valentinovitch Kelbakh (2011-2019) ;
- Viatcheslav Petrovitch Petouchenko (2019-).

## Le réseau Avtodor

### Chiffres clés
Principaux chiffres d'Avtodor :
- Péage sur la M4.4 249 kilomètres concédés ;

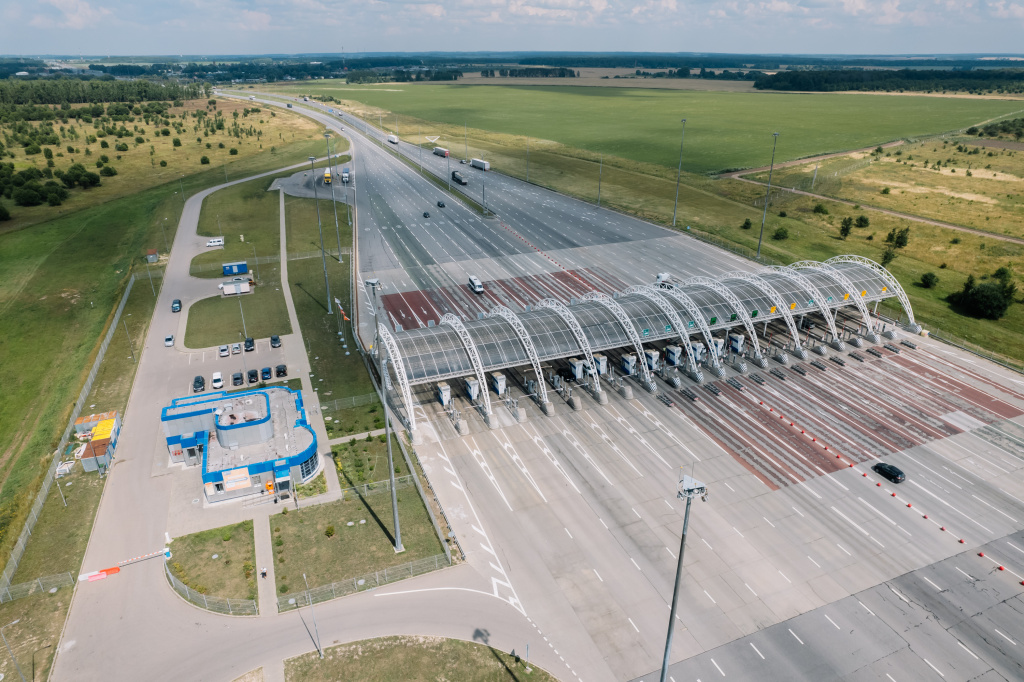
Péage sur la M4.

- 71,5 % des autoroutes russes (catégorie I) sous son contrôle ;

- 2 139 kilomètres à péage ;
- 130 km/h : vitesse maximale ;
- 18 projets en cours

### Réseau en service
- « Biélorussie » de Moscou à la frontière biélorusse depuis 2010 ;
- « Ukraine » de Moscou à la frontière ukrainienne depuis 2011 ;
- « Don » de Moscou à Novorossiïsk depuis 2010 ;
- « Neva » de Moscou à Saint-Pétersbourg depuis 2011[n 1] ;
- de Moscou à l'aéroport de Moscou-Domodedovo.

### Réseau en construction
Réseau en construction :

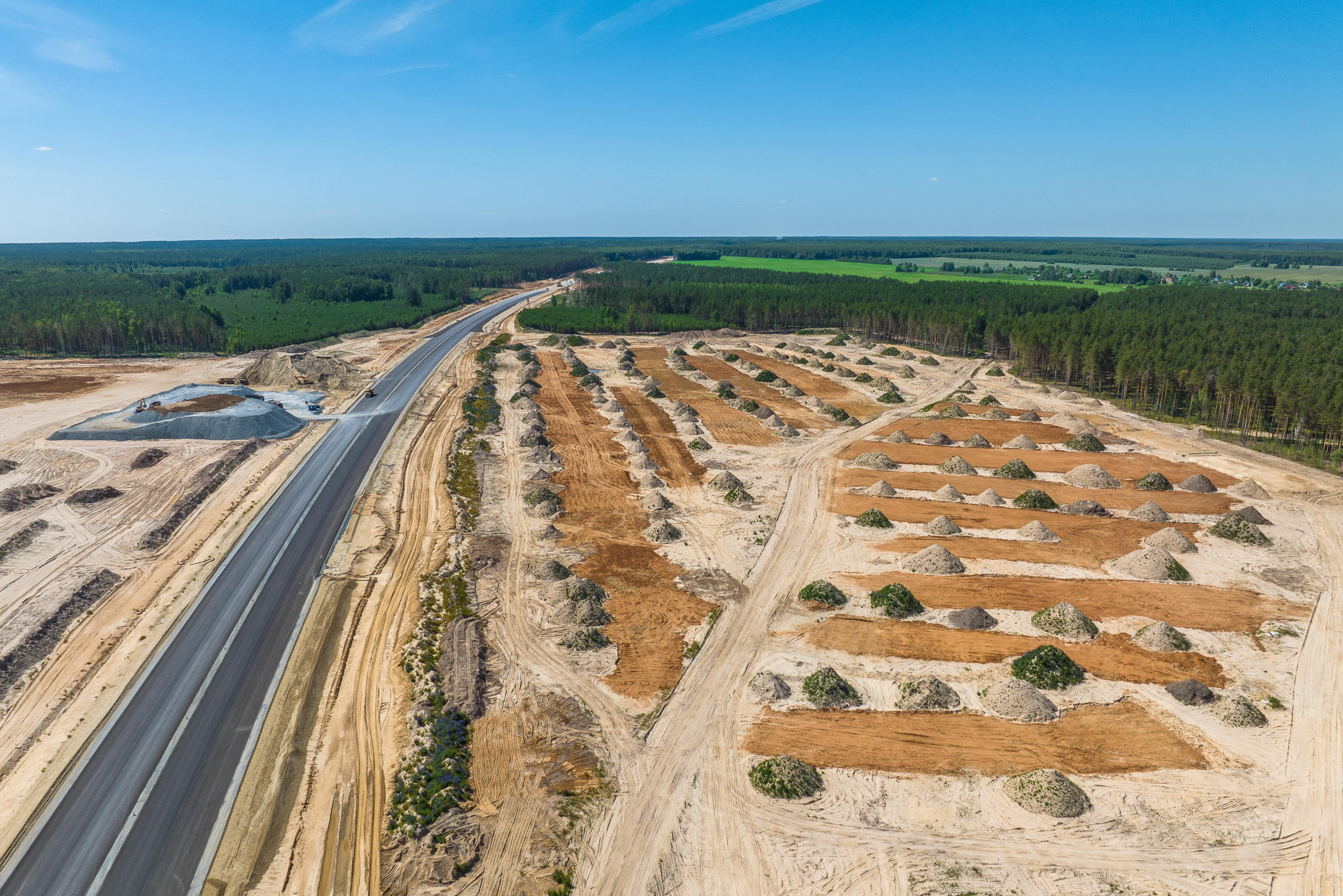
Construction de la M12. La section de Moscou à Kazan doit être ouverte en décembre 2023.

- « Vostok » de Moscou à Iekaterinbourg[n 2];
- « Rocade centrale » entourant Moscou[n 3];
- Contournement de Togliatti sur la M5 (ouverture en 2024)[6].

### Réseau en projet
- Autoroute à péage Kazan - Oulianovsk - Samara  - Volgograd  - Krasnodar[7].